# نظریه کاراکتر
در ریاضیات، به‌خصوص در نظریه گروه‌ها، کاراکتر یک نمایش گروهی، تابعی روی گروه است که به هر عنصر گروه، تریس (اثر) ماتریس متناظر با آن را نسبت می‌دهد. کاراکتر اطلاعات اساسی در مورد نمایش را به صورت جمع و جور تری در بر می‌گیرد. این فردیناند گئورگ فروبنیوس بود که نمایش گروه‌های متناهی را آغاز نمود، این نظریه در آن زمان تماماً بر مبنای کاراکترها بوده و هیچ گونه ماتریسی به‌طور صریح در خود نمایش‌ها استفاده نشده بود. چنین چیزی ممکن بود، چون یک نمایش پیچیده از گروهی متناهی (در حد یکریختی) با کاراکترش تعیین می‌گردد. این شرایط برای نمایش‌های روی میدانی با مشخصه مثبت که به «نمایش‌های پیمانه‌ای» (یا نمایش‌های ماژولار) معروف است، جذابیت بیشتری دارد، اما ریچارد براوئر، برای این مورد هم نظریه قدرتمندی از کاراکترها را توسعه داد. قضایای عمیق متعددی از نمایش‌های پیمانه‌ای، روی ساختار گروه‌های متناهی استفاده می‌کنند.